# Kevin Nai Chia Chen
Kevin Nai Chia Chen (chiń. 陳乃嘉; pinyin Chén Nǎijiā; ur. 2 kwietnia 1979 w Tajpej) – tajwański (dawniej amerykański) kierowca wyścigowy.

## Kariera

### Początki
Nai Chia Chen rozpoczął karierę w wyścigach samochodowych w 2005 roku, od startów w SCCA National Championship Runoffs SSB, gdzie był siódmy.

### Azjatycka Formuła Renault V6
W latach 2007–2009 Tajwańczyk pojawiał się na starcie Azjatyckiej Formuły Renault V6. Łącznie siedmiokrotnie stawał tam na podium - raz w 2007 roku, czterokrotnie w 2008 oraz dwa razy w 2009 roku. W sezonie 2009 został sklasyfikowany na czwartej pozycji w klasyfikacji generalnej.

### Formuła 3
W sezonie 2009 Kevin dołączył do stawki Brytyjskiej Formuły 3, gdzie startował w zespole Räikkönen Robertson Racing. Uzbierane dwa punkty pozwoliły mu zakończyć sezon na 20 miejscu w klasyfikacji kierowców. Rok później wystartował już tylko gościnnie w jednym z wyścigów.

### Azjatycka Seria GP2
Na przełomie 2008 i 2009 roku Tajwańczyk dołączył do stawki Azjatyckiej Serii GP2, gdzie przejechał jedenaście wyścigów z włoską ekipą FMS International. Nigdy jednak nie zdobywał punktów.

### WTCC
W Światowych Mistrzostwach Samochodów Turystycznych (ang. World Touring Car Championship) Chen startował w 2011 roku. Tu był klasyfikowany jedynie w trofeum dla kierowców niezależnych. Uzbierane 10 punktów pozwoliło mu ukończyć sezon na 14 pozycji w klasyfikacji kierowców niezależnych.

## Statystyki
| Sezon     | Seria                                      | Zespół                                      | Wyścigi | Zwycięstwa | PP | NO | Podium | Punkty | Pozycja |
| --------- | ------------------------------------------ | ------------------------------------------- | ------- | ---------- | -- | -- | ------ | ------ | ------- |
| 2005      | SCCA National Championship Runoffs SSB     | E.S. Motorsports                            | 1       | 0          | 0  | 0  | 0      | N/A    | 7       |
| 2007      | Azjatycka Formuła Renault V6               | CT Motorsport                               | 7       | 0          | 0  | 0  | 1      | 34     | 9       |
| 2008      | Azjatycka Formuła Renault V6               | Champ Motorsport                            | 12      | 0          | 1  | 1  | 4      | 73     | 6       |
| 2008      | Azjatycka Formuła Renault Challenge        | Champ Motorsport                            | 2       | 0          | 0  | 0  | 0      | 24     | 19      |
| 2008/2009 | Azjatycka Seria GP2                        | FMS International                           | 11      | 0          | 0  | 0  | 0      | 0      | 36      |
| 2009      | Brytyjska Formuła 3 - Seria Międzynarodowa | Räikkönen Robertson Racing                  | 6       | 0          | 0  | 0  | 0      | 2      | 20      |
| 2009      | Azjatycka Formuła Renault V6               | Champ Motorsport                            | 2       | 0          | 0  | 0  | 2      | 22     | 4       |
| 2009      | Grand Prix Makau                           | Champ Motorsport/Räikkönen Robertson Racing | 1       | 0          | 0  | 0  | 0      | N/A    | NS      |
| 2010      | WTCC                                       | Scuderia Proteam Motorsport                 | 4       | 0          | 0  | 0  | 0      | 0      | NS      |
| 2010      | WTCC - Trofeum dla kierowców niezależnych  | Scuderia Proteam Motorsport                 | 4       | 0          | 0  | 0  | 0      | 10     | 14      |
| 2010      | Brytyjska Formuła 3 - Seria Międzynarodowa | Sino Vision Racing                          | 1       | 0          | 0  | 0  | 0      | 0      | NS      |
| 2011      | Audi R8 LMS Cup China                      | J-Fly Racing Team                           | 2       | 0          | 0  | 0  | 0      | 2      | 27      |
| 2011      | Azjatycki Puchar Porsche Carrera           | Asia Racing Team                            | 2       | 0          | 0  | 0  | 0      | 0      | NS      |

## Wyniki w Azjatyckiej Serii GP2
| Legenda oznaczeń w tabelach wyników Wyświetl szablon na nowej stronie | Legenda oznaczeń w tabelach wyników Wyświetl szablon na nowej stronie                                                                     |
| Oznaczenie                                                            | Wyjaśnienie |
| --------------------------------------------------------------------- | --- |
| Złoty                                                                 | Zwycięzca lub mistrzostwo |
| Srebrny                                                               | 2. miejsce lub wicemistrzostwo |
| Brązowy                                                               | 3. miejsce lub II wicemistrzostwo |
| Zielony                                                               | Ukończył, punktował (w klasyfikacji generalnej, gdy zdobył co najmniej jeden punkt na przestrzeni sezonu, poza trzema powyższymi opcjami) |
| Niebieski                                                             | Ukończył, nie punktował (w klasyfikacji generalnej, gdy nie zdobył co najmniej jednego punktu na przestrzeni sezonu)                      |
| Czerwony                                                              | Nie zakwalifikował się (NZ) |
| Czerwony                                                              | Nie prekwalifikował się (NPK) |
| Różowy                                                                | Nie ukończył (NU) |
| Różowy                                                                | Niesklasyfikowany (NS) (w klasyfikacji generalnej, gdy nie został sklasyfikowany w żadnym wyścigu sezonu)                                 |
| Czarny                                                                | Zdyskwalifikowany (DK) |
| Czarny                                                                | Wykluczony (WYK/EX) |
| Biały                                                                 | Nie wystartował (NW) |
| Biały                                                                 | Kontuzjowany (K/INJ) |
| Biały                                                                 | Wyścig odwołany (OD/C) |
| Bez koloru                                                            | Został wycofany (WYC/WD) |
| Bez koloru                                                            | Nie przybył (NP/DNA) |
| Bez koloru                                                            | Nie brał udziału w treningach (NT/DNP) |
| Bez koloru                                                            | Nie został zgłoszony (–) |
| Pogrubienie                                                           | Start z pole position |
| Kursywa                                                               | Najszybsze okrążenie wyścigu |
| †                                                                     | Nie ukończył, ale jego rezultat został zaliczony ze względu na przejechanie więcej niż 90% dystansu wyścigu.                              |
| *                                                                     | Sezon w trakcie |
| 1/2/3                                                                 | Punktowana pozycja w sprincie kwalifikacyjnym                                                                                             |
| Lista systemów punktacji Formuły 1                                    | |

| Rok       | Zespół            | Wyniki w poszczególnych eliminacjach | Wyniki w poszczególnych eliminacjach | Wyniki w poszczególnych eliminacjach | Wyniki w poszczególnych eliminacjach | Wyniki w poszczególnych eliminacjach | Wyniki w poszczególnych eliminacjach | Wyniki w poszczególnych eliminacjach | Wyniki w poszczególnych eliminacjach | Wyniki w poszczególnych eliminacjach | Wyniki w poszczególnych eliminacjach | Wyniki w poszczególnych eliminacjach | Punkty | Pozycja |
| --------- | ----------------- | ------------------------------------ | ------------------------------------ | ------------------------------------ | ------------------------------------ | ------------------------------------ | ------------------------------------ | ------------------------------------ | ------------------------------------ | ------------------------------------ | ------------------------------------ | ------------------------------------ | ------ | ------- |
| 2008/2009 | FMS International | CHN                                  | CHN                                  | ARE                                  | BHR                                  | BHR                                  | QAT                                  | QAT                                  | MAL                                  | MAL                                  | BHR                                  | BHR                                  | 0      | 36      |
| 2008/2009 | FMS International | NU                                   | 15                                   | 18                                   | 21                                   | 21                                   | 18                                   | 23                                   | 20                                   | NU                                   | NU                                   | 18                                   | 0      | 36      |